# 岡めぐみ
岡 めぐみ（おか めぐみ、1月10日 - ）は、日本の女性歌手、作詞家。東京都出身。他名義にMegu&Scotty.D、め組upper-slope、TUGUMIなどがある。

## 来歴・人物
1999年より『beatmania』『pop'n music』等KONAMIの『BEMANIシリーズ』などへMegu&Scotty.D、め組upper-slope、岡めぐみ名義で楽曲提供を開始。
その後、2005年にはTVアニメ『こいこい7』のエンディングテーマ曲「Miracle」を担当、"UPPER SLOPE "というユニットを組み全国イベントでファン層を拡大する。また2007年からはクラブシーンにも進出、Dj 松本みつぐプロデュースによる" TUGUMI "名義で新しいファン層を獲得。2009年にはオリジナルアルバム『Animalia』を発表。また作品や企画、歌い手を活かす独特なセンスにも定評が有り、他アーティスト、声優陣などにも詞や曲の提供をしている。

## BEMANI系楽曲
- beatmania
  - Hunting for you(beatmania APPEND GOTTAMIX、4thMIX)
  - Sunshine Dance(Latino YOKAN-Mix)(beatmania APPEND GOTTAMIX2)
- beatmania IIDX
  - Stick Aroud(beatmania IIDX 6th style)
  - LOVE BOX(beatmania IIDX 8th style)
  - 80's CAPSULE(beatmania IIDX 9th style)
- pop'n music
  - Shooting Star(家庭用pop'n music5)
  - 赤い蝶(家庭用pop'n music7)
  - Happy Birthday!!～with a million kisses～(家庭用pop'n music8、作詞のみ)
  - いいひと(家庭用pop'n music9)
  - 柳小路のシスター(pop'n music11、作曲、コーラス)
  - O - YA - GE de SAMBA(家庭用pop'n music11)
  - ボクの名前は勇気～鈴木歯科クリニック編～(家庭用pop'n music12、作詞のみ)
  - PARTY A GO GO☆(pop'n music14)
- MARTIAL BEAT
  - Beat of Life

## アルバム
- オリジナルアルバム
  - 1st Animalia

## その他楽曲
- Miracle(TVアニメ こいこい7 エンディングテーマ曲)
- Good Morning ティーチャー～課外授業編～(ドラマCD Good Morning ティーチャー)
- sweet wave(ドラマCD ういうい♥days)
- ONE(TVゲーム　実況パワフルプロ野球13 オープニングテーマ曲）
- Take Me タイムマシーン(ザっくり！パラテク)
- GREEN BOOK(ザっくり！パラテク)
- Sandy Day's(作詞のみ)
- Miss Primrose(作詞のみ)
- タイムマシーンに乗って(作詞のみ)
- Give me your pain(カバー pop'n music Cafe music selection)
- ひぐらしのなく頃に～奈落の花(カバー スーパー・アニメ・リミックス・プレゼンツ)